# Ризаев, Сабир Алекперович
Саби́р Алекпе́рович Риза́ев (17 апреля 1924, Эривань — 20 декабря 1978, Ереван) — армянский советский киновед, кинокритик, сценарист и театровед. Заслуженный деятель искусств Армянской ССР (1975).

## Биография
Родился 17 апреля 1924 года в городе Эривань, в семье крестьянина. Азербайджанец по национальности, Сабир Ризаев вырос в столице Армянской ССР. Окончив седьмой класс школы им. А. Пушкина, он переехал в Москву. В 1942 году добровольцем ушёл на фронт, после окончания войны вернулся в Ереван и стал работать в газете «Коммунист».
С 1948 года начал писать критические статьи к фильмам и театральным постановкам.
В 1951 году Ризаев успешно окончил Ереванский театральный институт, а уже в 1954 году им была с отличием закончена аспирантура ЛГИТМиКа. Был руководителем сценарного отдела киностудии «Арменфильм» и главным редактором Госкомитета кинематографии. С 1965 года и до конца жизни был заместителем директора Института искусств Академии Наук Армянской ССР, секретарем правления Союза кинематографистов Армении.
Сабир Ризаев прекрасно владел армянским языком, тем не менее писал на русском, однако многие его статьи выходили в переводе на армянский язык. Его по праву можно назвать основателем армянского киноведения; он не только первым систематизировал историю армянского кино, но и сплотил вокруг себя весь киноведческий потенциал Армении.
Во многом благодаря усилиям Сабира Ризаева в Институте искусств был создан отдел кино, где на протяжении нескольких десятилетий создавались монографии, сборники, писались и защищались диссертации.
В 1975 году Сабир Алекперович был удостоен звания «Заслуженный деятель искусств Армянской ССР», а спустя три года 20 декабря 1978 года скончался в Ереване. Похоронен на городском кладбище.

### Трудовая деятельность
Перу Ризаева принадлежат одни из первых в Армении публикации, посвященные Рубену Мамуляну и Аршавиру Шахатуни, первая рецензия на «Цвет граната» Сергея Параджанова.
Сценарии к фильмам:
- 1961 — Рожденные жить, совместно с Л. В. Вагаршяном и А. Р. Агабабовым)
- 1965 — Мсье Жак и другие
- 1968 — Бажбеук Меликян
- 1972 — Портрет
- 1974 — Утёс
- Другие фильмы

Критические работы
- «Армянская художественная кинематография» (1963)
- «Рачья Нерсесян» (1968)
- «Вардан Аджемян» (1978)

## Память
В 2009 году в Ереване на вечере памяти Сабира Ризаева была презентована книга «Избранные работы о театре и кино» посвященная ему, в которой представлены наиболее интересные и яркие материалы театроведа. Книга была издана на высоком полиграфическом уровне. В сборнике представлено много уникальных фотографий, некоторые из них публикуются впервые. Это и фотографии самого Ризаева, его снимки с друзьями и близкими, кадры из художественных кинолент.